# All of Us (album)
Pour les articles homonymes, voir All of Us.
Albums de Nirvana
The Story of Simon Simopath
(1967) To Markos III
(1969)
All of Us (titre complet : The Existence of Chance Is Everything and Nothing While the Greatest Achievement Is the Living of Life, and so Say All of Us ) est le deuxième album du groupe britannique Nirvana, sorti en 1968.
Le titre le plus connu, Rainbow Chaser, qui ouvre l'album, a été no 1 au Danemark en 1969. C'est également la seule chanson de Nirvana qui parvienne à se classer dans les charts britanniques, en atteignant la 34e place.

## Titres
Toutes les chansons sont de Patrick Campbell-Lyons et Alex Spyropolous.

### Face 1
1. Rainbow Chaser – 2:38
2. Tiny Goddess – 4:03
3. The Touchables (All of Us) – 2:59
4. Melanie Blue – 2:40
5. Trapeze – 2:49
6. The Show Must Go On – 2:40

### Face 2
1. Girl in the Park – 2:41
2. Miami Masquerade – 2:48
3. Frankie the Great – 2:29
4. You Can Try It – 3:18
5. Everybody Loves the Clown – 2:00
6. St. John's Wood Affair – 4:18